# Annedore Neufeld
Annedore Neufeld ist eine deutsche Dirigentin und Kirchenmusikerin in der Schweiz.

## Leben und Wirken
Annedore Neufeld wuchs in Dettingen/Erms auf. Sie studierte an der Staatlichen Hochschule für Musik und Darstellende Kunst Stuttgart, der Evangelischen Hochschule für Kirchenmusik Tübingen, der Universität der Künste Berlin und der Zürcher Hochschule der Künste.
Von 2002 bis 2006 war Neufeld Organistin und an der St.-Petri-Kirche in Kopenhagen und Leiterin des Kopenhagener Bachchors. Seit 2006 ist sie Organistin an der Stadtkirche Diessenhofen in der Schweiz. Sie ist Dirigentin des Kammerorchesters des Musik-Collegiums Schaffhausen, der Basler Münsterkantorei und (bis September 2021) des Oratorienchors Kreuzlingen. Seit September 2021 ist sie Leiterin des Zürcher Bach Chors. 2022 rief sie das «Sinfonische Orchester Schweiz» (SOS) ins Leben, das sich aus jungen Musikerinnen und Musikern zusammensetzt und sich der Aufführung sinfonischer Klassik, Romantik und Moderne widmet.
Annedore Neufeld arbeitete als Gastdirigentin mit internationalen Orchestern und Solisten zusammen, wie Mechthild Bach, Viviane Chassot, Benjamin Engeli, Anna Fedorova, Miriam Feuersinger, Raphael Höhn, Claire Huangci, Maria Keohane, Peter Kooij, Ana Maria Labin, Margot Oitzinger, Tosca Opdam, Georg Poplutz, Fazıl Say, Oliver Schnyder, Andreas Weller und Konstantin Wolff sowie Kammerorchester Basel, Südwestdeutsche Philharmonie, Basel Sinfonietta, Concerto Copenhagen, Collegium Musicum Basel, Capriccio Barockorchester, Württembergische Philharmonie Reutlingen u. a. 
Sie ist Künstlerische Leiterin von «Schaffhausen Klassik», der Konzertreihe des Musik-Collegiums Schaffhausen. 2020 gründete sie darüber hinaus die Konzertreihe «5 x Bach um 5».